# Vesna Tominac Matačić
Vesna Tominac Matačić (* 25. Oktober 1968 in Vinkovci, SR Kroatien) ist eine kroatische Schauspielerin.

## Leben
Vesna Tominac Matačić spielte zunächst in mehreren Theateraufführungen mit, darunter Povratak, Polaroidi, Pitanja duše und Jalnuševčani. Ihre erste Fernsehrolle erhielt sie in der Seifenoper Zabranjena ljubav als Nebenfigur Barbara Sabljak. Später war Tominac Matačić von 2005 bis zum Schluss im Jahr 2008 als intrigante Karolina Novak zu sehen, wodurch sie einem weiten Publikum bekannt wurde. Nach dem Serienende bekam sie die Rolle der Dr. Anita Matic in der Arztserie Hitna 94. Des Weiteren spielte sie von 2014 bis 2016 die Rolle der Višnja Došen in der Telenovela Kud puklo da puklo. Dort arbeitete sie auch wieder mit ihren ehemaligen Kolleginnen von Zabranjena ljubav Sanja Vejnović, Mirna Medaković, Jelena Perčin zusammen.

## Filmografie

### Fernsehauftritte
- 2004: Zabranjena ljubav
- 2005–2008: Zabranjena ljubav
- 2008: Hitna 94
- 2010: Bibin svijet
- 2011: Najbolje godine
- 2014–2016: Kud puklo da puklo

### Filmrollen
- 1995: Posebna vožnja
- 2003: Konjanik
- 2007: Zagorka
- 2012: Djeca jeseni
- 2013: Most na kraju svijeta